# دمیتری خواراستوفسکی
دمیتری الکساندرویچ خواراستوفسکی (Дми́трий Алекса́ндрович Хворосто́вский؛ زادهٔ ۱۶ اکتبر ۱۹۶۲) خواننده باریتون اپرا اهل روسیه بود.
وی بابت فعالیت‌های هنریش برنده جوایزی همچون هنرمند مردمی روسیه، نشان الکساندر نِوسکی و «جایزهٔ دولتی گیلینکا» در جمهوری فدراتیو سوسیالیستی روسیه شوروی شده‌است.
او در سال ۲۰۱۵ میلادی دچار تومور مغزی شد و در بیمارستان رویال مارزدن تحت درمان‌های لازم قرار گرفت. وی پس از حدود ۲/۵ سال مبارزه با این بیماری، سرانجام در ۲۲ نوامبر ۲۰۱۷ میلادی در شهر لندن درگذشت و پیکرش در گورستان نووودویچی به‌خاک سپرده شده است.